# Parmentaria chilensis
Parmentaria chilensis är en svampart som beskrevs av Fée. Parmentaria chilensis ingår i släktet Parmentaria och familjen Verrucariaceae.   Inga underarter finns listade i Catalogue of Life.